# Дарнстаун (Меріленд)
Дарнстаун (англ. Darnestown) — переписна місцевість (CDP) в США, в окрузі Монтгомері штату Меріленд. Населення — 6723 особи (2020).

## Географія
Дарнстаун розташований за координатами 39°5′48″ пн. ш. 77°18′9″ зх. д. / 39.09667° пн. ш. 77.30250° зх. д. (39.096633, -77.302374).  За даними Бюро перепису населення США в 2010 році переписна місцевість мала площу 45,84 км², з яких 42,45 км² — суходіл та 3,39 км² — водойми.

## Демографія
Згідно з переписом 2010 року, у переписній місцевості мешкали 6802 особи в 2216 домогосподарствах у складі 1961 родини. Густота населення становила 148 осіб/км².  Було 2275 помешкань (50/км²).
Расовий склад населення:
| - 80,1 % — білих - 11,1 % — азіатів - 4,1 % — чорних або афроамериканців - 0,5 % — корінних американців - 1,0 % — осіб інших рас |

До двох чи більше рас належало 3,1 %. Частка іспаномовних становила 5,1 % від усіх жителів.
За віковим діапазоном населення розподілялося таким чином: 27,9 % — особи молодші 18 років, 60,1 % — особи у віці 18—64 років, 12,0 % — особи у віці 65 років та старші. Медіана віку мешканця становила 45,3 року. На 100 осіб жіночої статі у переписній місцевості припадало 102,2 чоловіків;  на 100 жінок у віці від 18 років та старших — 97,8 чоловіків також старших 18 років.
Середній дохід на одне домашнє господарство  становив 222 572 долари США (медіана — 189 276), а середній дохід на одну сім'ю — 229 789 доларів (медіана — 187 895). За межею бідності перебувало 0,2 % осіб, у тому числі 0,0 % дітей у віці до 18 років та 0,0 % осіб у віці 65 років та старших.
Цивільне працевлаштоване населення становило 3463 особи. Основні галузі зайнятості: науковці, спеціалісти, менеджери — 27,5 %, освіта, охорона здоров'я та соціальна допомога — 17,7 %, публічна адміністрація — 9,3 %, мистецтво, розваги та відпочинок — 8,3 %.